# Latinskoamerická literatura
Latinskoamerická literatura je literatura, napsaná spisovateli, pocházejícími z Latinské Ameriky. Je psána především španělsky nebo portugalsky. Vrcholné období latinskoamerické literatury nastalo ve 20. století s nástupem magického realismu.

## Historie

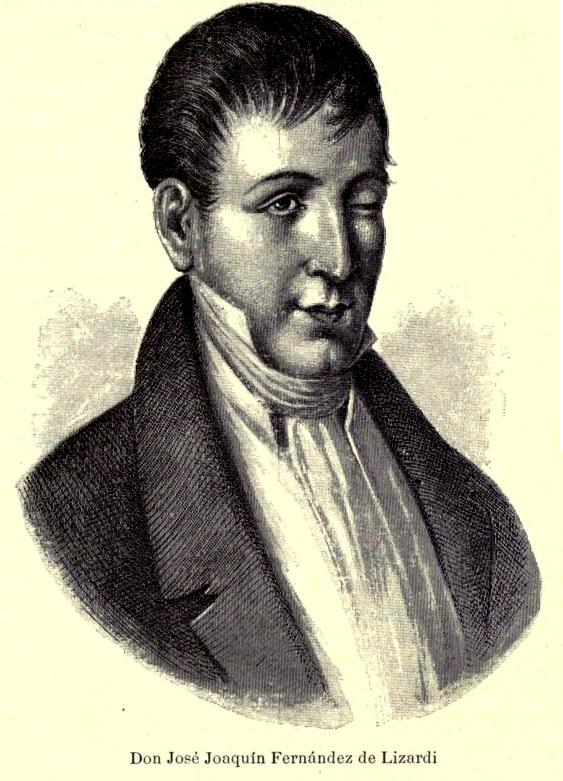
Joaquín Fernández de Lizardi

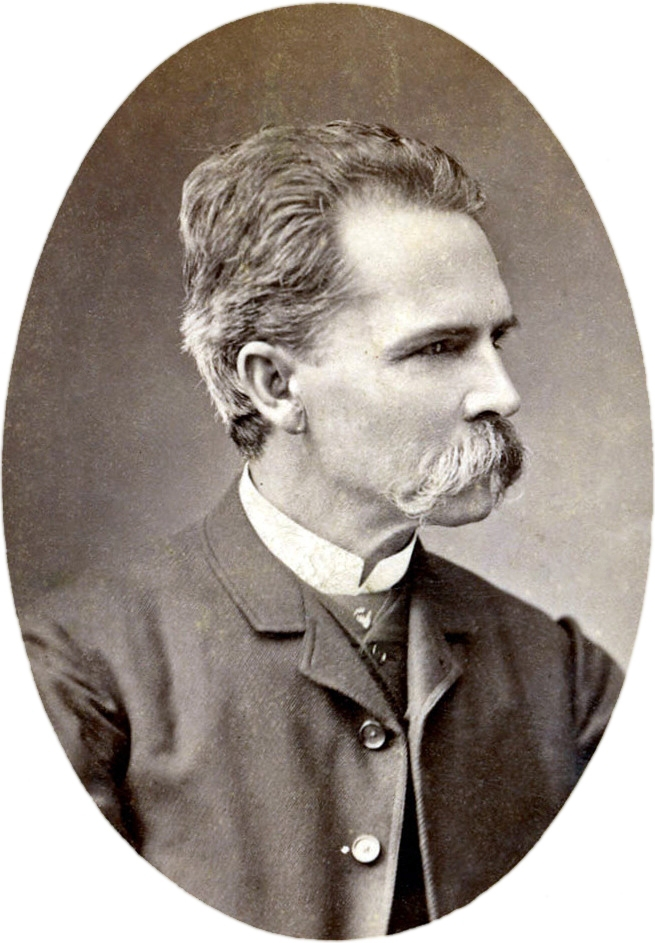
Jorge Isaacs

Literární tradice před objevením Ameriky byla převážně v ústním podání, španělští kolonizátoři ale některé z nich zaznamenali v kodexech, např. Popol Vuh. Viz Mayská literatura.
Po objevení Ameriky Španělé napsali řadu kronik a záznamů o své činnosti (mimo jiné dopisy různých osobností). Beletrie se začala rozvíjet až v 18. století pod vlivem baroka, byla zcela ovládána církví, k církevním literátům patřili např. básnířka Juana Inés de la Cruz. V roce 1816 je napsán první latinskoamerický román, Prašivý papoušek (El Periquillo Sarniento) autora Josého Joaquía Fernandéze de Lizardi.
Řada významných spisovatelů, spadajících vývojově pod romantismus a později naturalismus, tvoří v 19. století, literatura tu slouží k posílení národní identity. K významným romanopiscům tohoto období patří Domingo Faustino Sarmiento (1811–1888), autor díla Facundo, líčícího konflikt civilizace a barbarství, Jorge Isaacs (1837–1895), autor romantického románu María (1867), jednoho z nejvýznamnějších děl španělského romantismu, či portugalsky píšíšící prozaik Euclides da Cunha (1866–1909). Významným básníkem byl José Hernández (1834–1886), autor eposu Martín Fierro (1872–1879).
Na sklonku 19. století nastoupil do latinskoamerické literatury modernismus, jeho prvním dílem byla básnická sbírka Azul Rubéna Daría. Šlo o první směr latinskoamerické literatury, který pronikl i za hranice státu. K významným literátům latinskoamerického modernismu patřili prozaik Joaquim Maria Machado de Assis (1839–1908), básník Carlos Drummond de Andrade (1902–1987) či Jorge Luis Borges.
Nejvýznamnějším básníkem 20. století byl Pablo Neruda, zahrnující prostor mezi modernismem a rozmachem v šedesátých letech.
Rozmach latinskoamerické literatury nastal v šedesátých letech 20. století. Byl charakterizován literárním experimentem, překračování hranic, konvencí, jazykovými experimenty a neobvyklými literárními technikami (např. proud vědomí), pod vlivem postmodernismu a severoamerických a evropských spisovatelů, jako byl James Joyce, William Faulkner či Virginia Woolfová. Vytváří se zde proud magického realismu. V tomto období tvořili nejvýznamnější spisovatelé celé latinskoamerické literatury, jako byli Julio Cortázar, Carlos Fuentes, Augusto Roa Bastos či Mario Vargas Llosa a především Gabriel García Márquez.
I po tomto rozmachu je latinskoamerická literatura orientována na magický realismus, oponuje mu také směr, nazývaný McOndo, je ale podstatně rozmanitější. K jejím nejvýznamnějším autorům patří Paulo Coelho, Jorge Queirolo Bravo, Isabel Allende a celá řada dalších.